# 민스 파이

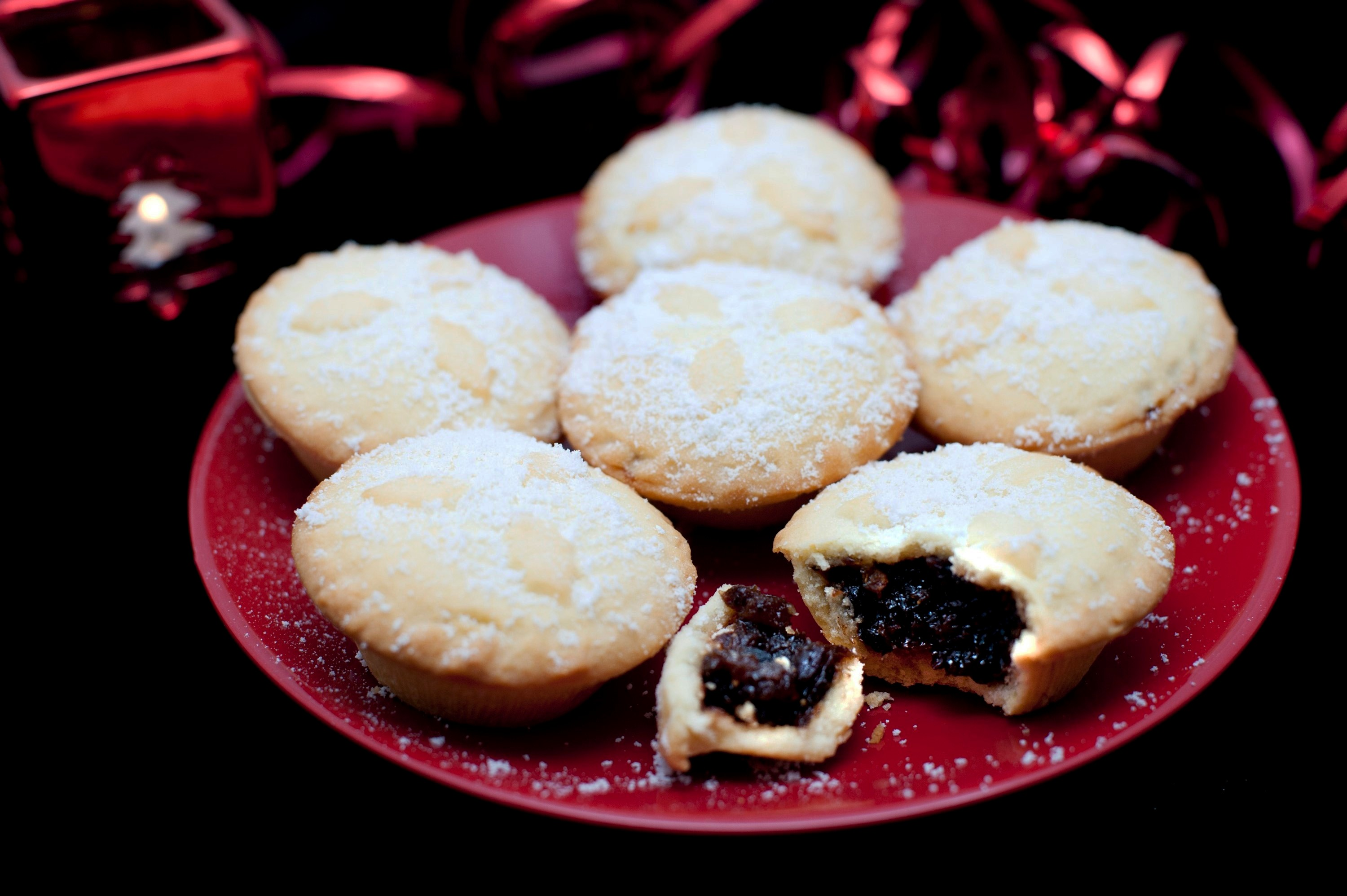

민스 파이(mince pie, 북미에서는 mincemeat pie, 민스미트 파이, 호주와 뉴질랜드에서는 fruit mince pie. 프루트 민스 파이)는 다진 고기로 채워진 영국식 달콤한 파이로, 과일, 향신료, 수이트가 혼합되어 있다. 파이는 전통적으로 제공된다. 대부분의 영어권 국가에서 크리스마스 시즌 동안에만 적용된다. 그 재료는 고기, 과일 및 향신료가 포함된 중동 요리법을 가져온 유럽 십자군이 돌아온 13세기로 추적할 수 있다. 여기에는 성경의 동방 박사가 예수에게 전달한 선물을 나타내는 기독교 상징주의가 포함되어 있다. 성탄절(Christmastide)의 민스 파이는 전통적으로 구유를 닮은 직사각형 모양으로 만들어졌으며 종종 아기 예수의 묘사가 얹혀졌다.
초기 민스 파이는 "양고기 파이", "슈리드 파이", "크리스마스 파이" 등 여러 이름으로 알려졌다. 일반적으로 그 재료는 다진 고기, 수이트, 다양한 과일 및 계피, 정향 및 육두구와 같은 향신료의 혼합물이었다. 크리스마스 즈음에 제공되는 맛있는 크리스마스 파이(알려진 대로)는 가톨릭의 "우상 숭배"로 추정되는 것과 관련이 있었고 영국 남북 전쟁 동안 청교도 당국은 눈살을 찌푸렸다. 그럼에도 불구하고 12월에 크리스마스 파이를 먹는 전통은 빅토리아 시대까지 계속되었지만, 당시에는 조리법이 더 달콤해졌고 한때 관찰되었던 큰 직사각형 모양보다 크기가 현저하게 줄어들었다. 오늘날 민스 파이는 일반적으로 고기 없이 만들어지지만(그러나 종종 수이트나 다른 동물성 지방을 포함함) 영국과 아일랜드 전역에서 많은 사람들이 즐기는 인기 있는 제철 간식으로 남아 있다.

## 같이 보기
- 크리스마스 푸딩